# Dombras
Dombras – miejscowość i gmina we Francji, w regionie Grand Est, w departamencie Moza.
Według danych na rok 1990 gminę zamieszkiwało 145 osób, a gęstość zaludnienia wynosiła 13 osób/km² (wśród 2335 gmin Lotaryngii Dombras plasuje się na 900. miejscu pod względem liczby ludności, natomiast pod względem powierzchni na miejscu 525.).